# Novozélandské královské námořnictvo
Novozélandské královské námořnictvo (anglicky Royal New Zealand Navy, maorsky Te Taua Moana o Aotearoa) je námořní složka novozélandských obranných sil. Samostatným námořnictvem se stalo roku 1941. Cílem námořnictva je obrana této ostrovní země a jejích zájmů. Zapojuje se též do mezinárodních misí či pomoci při živelních pohromách. Novozélandské námořnictvo je silou malou, ale moderně vybavenou. Tvoří ho dvě fregaty, pobřežní hlídková loď, víceúčelová výsadková loď a podpůrný tanker. Po pandemii COVID se ještě zhoršil nedostatek posádek pro válečné lodě, který si vynutil zakonzervování obou oceánských hlídkových lodí a jedné pobřežní hlídkové lodě. Leteckou složku tvoří osm vrtulníků SH-2G(I) Seasprite. Jeho hlavní základnou je Devonport u Aucklandu.

## Historie

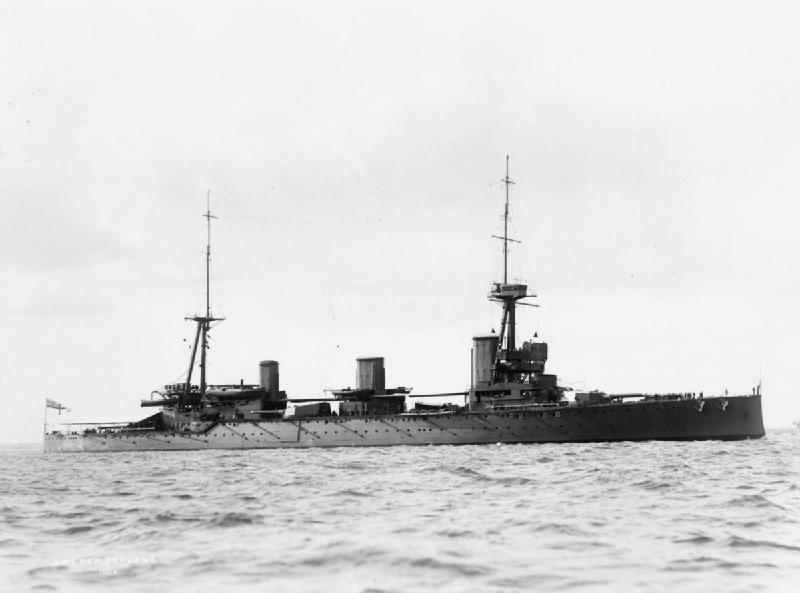
HMS New Zealand

### Počátky
Nový Zéland byl pro Evropu objeven mořeplavcem Abelem Tasmanem. Roku 1769 pak ostrovy navštívila plachetnice HMS Endeavour Jamese Cooka, čímž předznamenala britský vliv, pod který se země dostala během kolonizace. Na obraně kolonie se přitom podílelo Britské královské námořnictvo, jehož součástí byly novozélandské lodě až do roku 1941. Nový Zéland přitom byl od roku 1841 britskou korunní kolonií a od roku 1852 měl vlastní vládu.
Prvním, zatím neoficiálním, předchůdcem novozélandských sil se stalo několik plavidel zakoupených pro zajištění bezpečnosti v rozmezí let 1846–1852. Lodě operovaly na řekách a účastnily se válek s Maory. V roce 1860 byly založeny dobrovolnické jednotky námořního dělostřelectva a roku 1884 námořnictvo zakoupilo čtyři torpédové čluny pro obranu přístavů. Nový Zéland se rovněž podílel na zajištění australské flotily britského královského námořnictva s domovským přístavem v Sydney.

### Existence v rámci britského královského námořnictva

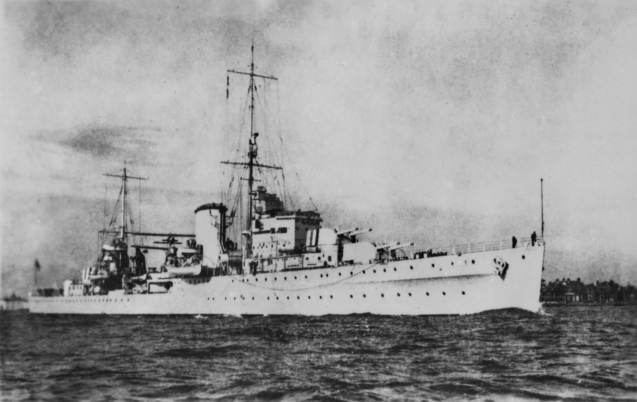
HMNZS Achilles

V roce 1909 novozélandská vláda (roku 1907 se země stala samostatným dominiem) rozhodla o financování stavby bitevního křižníku třídy Indefatigable HMS New Zealand. V roce 1913 byl vydán zákon zřizující Novozélandské námořní síly (New Zealand Naval Forces). Jejich první válečnou lodí se stal malý křižník třídy Pearl HMS Philomel. Novozélandské síly se, v součinnosti s britským námořnictvem, zapojily do operací první světové války. Philomel zajišťoval okupaci německé kolonie Samoa a poté operoval například ve Středomoří. Od roku 1921 se Novozélandské námořní síly staly novozélandskou divizí britského královského námořnictva. Až do další války tvořily jádro novozélandské divize křižníky HMNZS Leander, HMNZS Achilles a jedna cvičná minolovka HMNZS Wakakura.

### Expanze a samostatnost
Po vypuknutí druhé světové války se novozélandské křižníky ihned zapojily do bojových operací. Lehký křižník Achilles se například v prosinci 1939 podílel na vystopování a potopení německého těžkého křižníku Admiral Graf Spee. Námořnictvo přitom zahájilo svou expanzi, stalo se samostatnou entitou a ke konci války mělo okolo 60 plavidel. V roce 1943 ho dokonce posílil další lehký křižník HMS Gambia. Zůstalo přitom součástí sil Commonwealthu a roku 1941 mu král Jiří VI. udělil název Královské novozélandské námořnictvo (Royal New Zealand Navy – RNZN).

## Složení

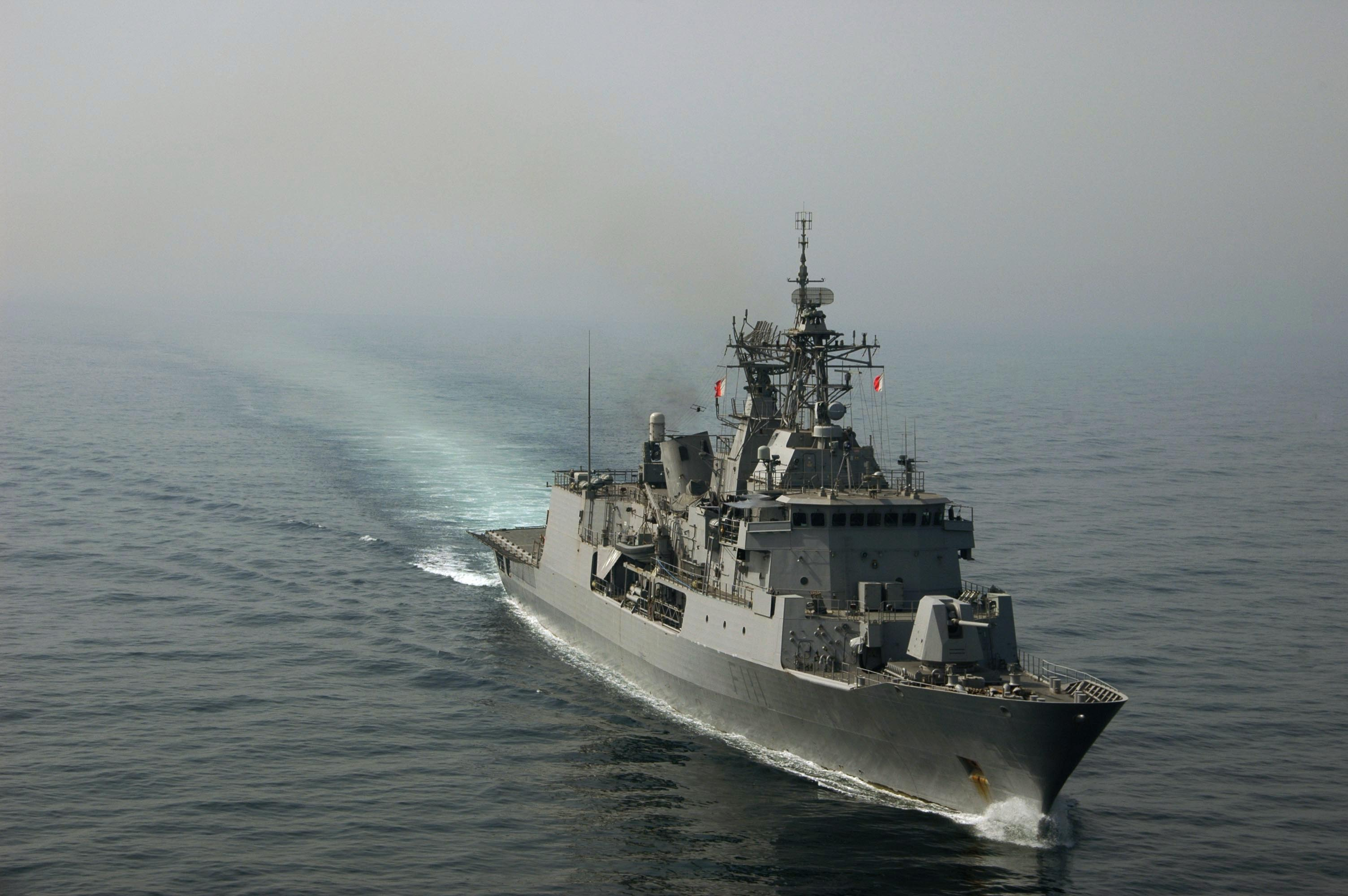
Fregata třídy Anzac

### Fregaty
- Třída Anzac – německý typ MEKO 200
  - HMNZS Te Kaha (F77)
  - HMNZS Te Mana (F111)

### Výsadkové lodě

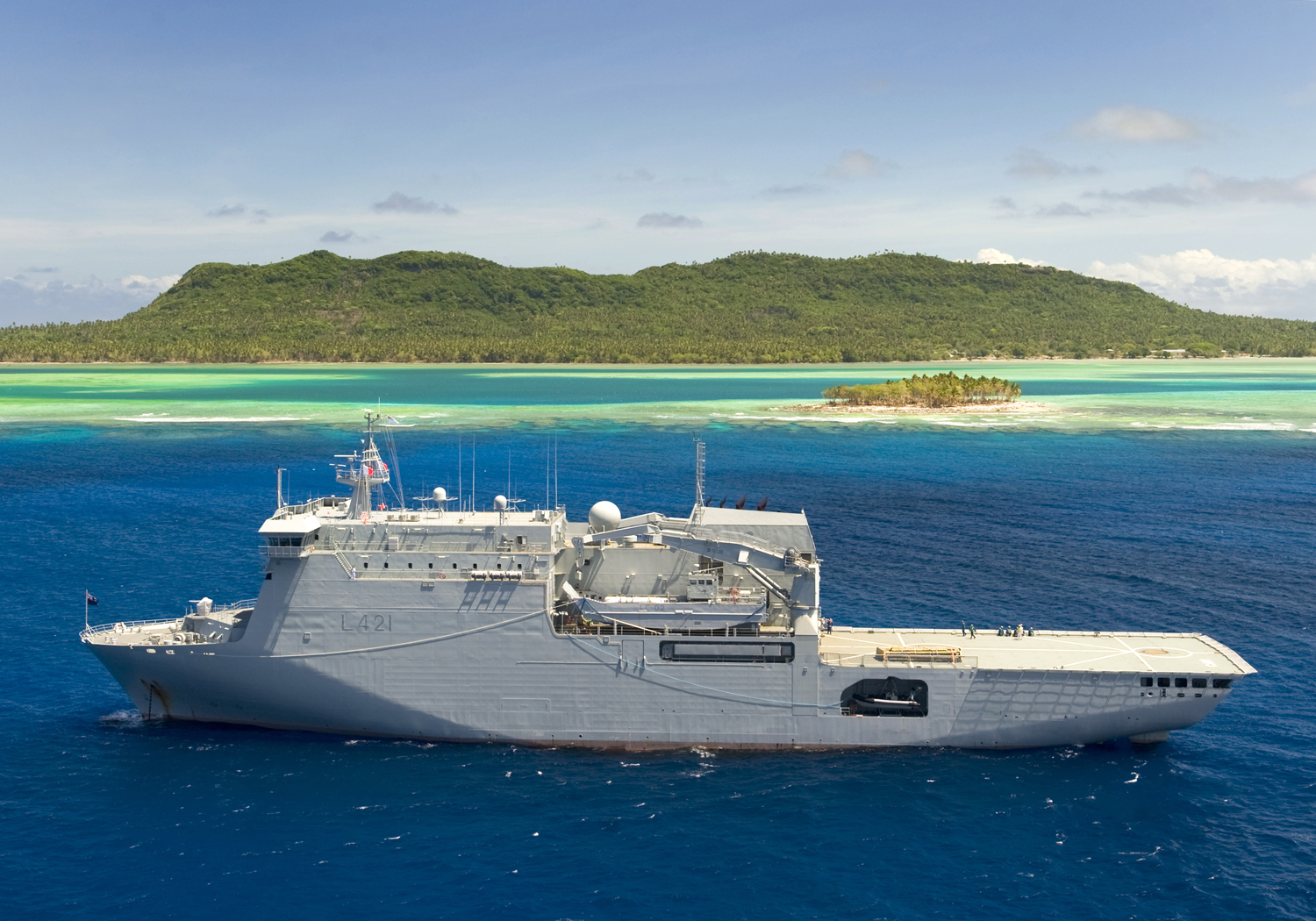
HMNZS Canterbury

- HMNZS Canterbury (L421)

### Hlídkové lodě

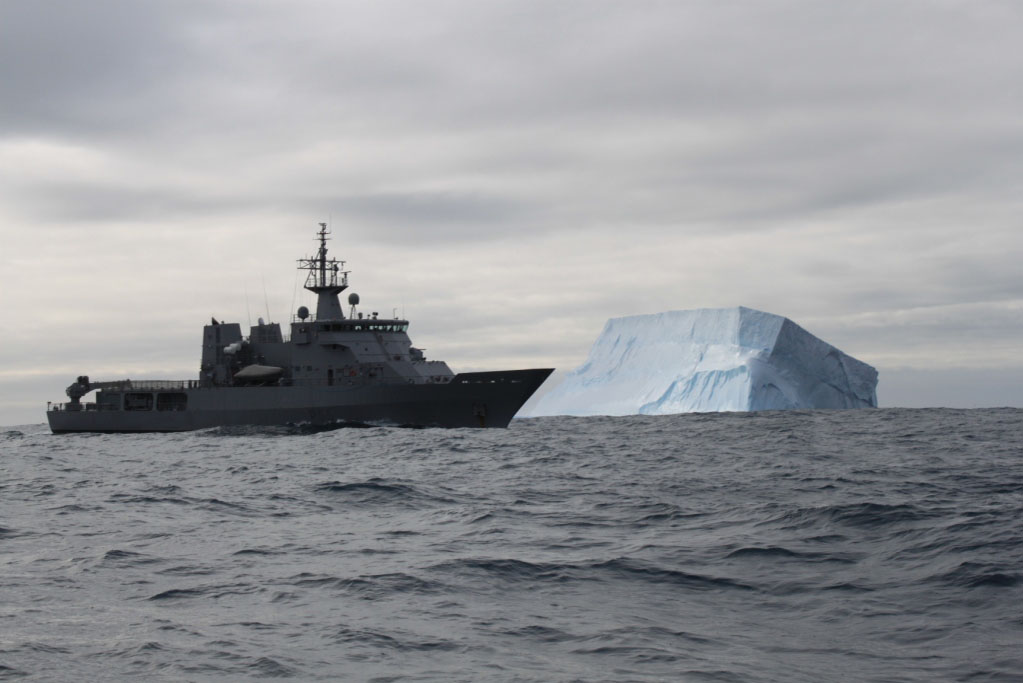
Hlídková loď HMNZS Wellington

- Třída Protector – oceánské hlídkové lodě – zakonzervovány kvůli nedostatku posádek
  - HMNZS Otago (P148)
  - HMNZS Wellington (P55)

- Třída Protector – pobřežní hlídkové lodě
  - HMNZS Hawea (P3567) – zakonzervována kvůli nedostatku posádek
  - HMNZS Taupo (P3570)

### Pomocné lodě
- HMNZS Aotearoa (A11) – zásobovací tanker